# Svennevik
Svennevik est une localité de la commune de Lindesnes dans le Comté d'Agder. Le village compte 372 habitants au 1er janvier 2019 et se situe près du Remesfjorden à environ onze kilomètres au sud-ouest de Vigeland, et deux kilomètres au nord-ouest du village d'Åvik.
Localement, le village est plutôt appelé Svinnevi, bien que cette forme soit de moins en moins répandue. Selon le professeur Oluf Rygh dans Norske Gaardnavne le nom viendrait probablement de l'ancien norvégien : svena, déclin/diminution par exemple d'une mer agitée. 